# Koncentracja władzy (prawo)
Koncentracja władzy - formalne lub nieformalne skupienie kompetencji władczych na danym szczeblu organizacji politycznej bądź państwowej przez jeden organ.
Pod pojęciem koncentracji rozumie się również skupienie procesu decyzyjnego w ręku organów centralnych; przy koncentracji zmniejsza się liczba pośrednich szczebli decyzji (podejmowanie decyzji przesuwa się w górę) i zmniejsza się liczba osób podejmujących decyzje.
Koncentracja łączy się z centralizacją i dotyczy relacji między organami administracji. Nadmierna koncentracja utrudnia zdobywanie informacji o sytuacji w terenie, pozbawia samodzielności i odpowiedzialności niższe instytucje, co w sytuacjach nagłych przy utrudnionej komunikacji powoduje paraliż decyzyjny.
Przy nadmiernej koncentracji, nadrzędna pozycja jednego organu władzy centralnej jeśli nie jest równoważona przez inne podmioty władzy i nie podlega ich kontroli, zaburza zasadę równowagi systemu politycznego i jest sprzeczna z demokratyczną zasadą podziału władzy politycznej i państwowej.
Koncentracja władzy może być również cechą sposobu zarządzania przedsiębiorstwem lub organizacją.